# The New What Next
The New What Next is het zevende studioalbum van Hot Water Music dat werd uitgebracht in 2004 op Epitaph Records.

## Nummers
1. "Poison" - 2:51
2. "The End of the Line" - 3:12
3. "All Heads Down" - 3:20
4. "My Little Monkey Wrench" - 3:12
5. "Under Everything" - 4:15
6. "There Are Already Roses" - 3:14
7. "Keep It Together" - 3:30
8. "The Ebb And Flow" - 3:45
9. "Bottomless Seas" - 3:08
10. "Ink And Lead" - 4:05
11. "This Early Grave" - 3:37
12. "Giver" - 3:05

## Band
- Chuck Ragan - gitaar, zang
- Chris Wollard - gitaar, zang
- Jason Black - basgitaar
- George Rebelo - drums